# GLAAD
GLAAD (acronimo di Gay & Lesbian Alliance Against Defamation) è un'organizzazione no-profit di attivismo LGBT, finalizzata nel promuovere e garantire un'accurata rappresentazione delle persone LGBTQ+ , allo scopo di eliminare l'omofobia e la discriminazione basata sull'identità di genere e l'orientamento sessuale.

## Storia
GLAAD è stata fondata a New York nel 1985 da Vito Russo, dopo che alcune inesatte e diffamatorie informazioni sul virus dell'AIDS furono pubblicate dal New York Post. Dal quel momento l'organizzazione cerca di monitorare e tutelare l'immagine delle persone LGBT nei media, realizzando campagne a sostegno dei diritti e combattendo ogni tipo di discriminazione, cercando di sensibilizzare costantemente l'opinione pubblica. In seguito, il lavoro di GLAAD si spinse fino a Los Angeles, dove ha iniziato a lavorare al fianco degli operatori del mondo dello spettacolo, per garantire una rappresentazione più adeguata degli uomini gay e delle donne lesbiche sul piccolo e grande schermo.

## Attività
L'organizzazione incoraggia un'immagine positiva dell'omosessualità, per permettere agli organi di informazione di utilizzare una terminologia più adeguata alla descrizione della comunità LGBT, spesso descritta in modo stereotipato. Negli oltre vent'anni dalla sua fondazione, l'organizzazione continua a salvaguardare l'immagine LGBT grazie al contributo di volontari e professionisti di diversa formazione, come giornalisti, avvocati e autori televisivi.
Negli ultimi anni, l'organizzazione ha puntato l'attenzioni su diverse realtà etniche, come la comunità araba, latino americana e dei nativi d'america, inoltre GLAAD si è avvicinata alle comunità religiose, alle persone di colore e al mondo dello sport, dove l'omofobia ancora tende ad essere prevalente.
Uno degli eventi più visibili è l'annuale GLAAD Media Awards, premio assegnato alle persone e alle produzioni dell'intrattenimento, per il loro contribuito nel dare un'immagine più veritiera e accurata della comunità LGBT e delle questioni che riguardano la loro vita. Neil Giuliano è stato presidente di GLAAD dal 2005 al 2009.